# Colonia Catorce de Marzo
Colonia Catorce de Marzo är en ort i Mexiko.   Den ligger i kommunen Tepic och delstaten Nayarit, i den centrala delen av landet, 700 km väster om huvudstaden Mexico City. Colonia Catorce de Marzo ligger 130 meter över havet och antalet invånare är 198.
Terrängen runt Colonia Catorce de Marzo är platt åt nordväst, men åt sydost är den kuperad. Runt Colonia Catorce de Marzo är det ganska tätbefolkat, med 199 invånare per kvadratkilometer. Närmaste större samhälle är Santiago Ixcuintla, 16,1 km nordväst om Colonia Catorce de Marzo. I omgivningarna runt Colonia Catorce de Marzo växer i huvudsak lövfällande lövskog.